# Chitila
Chitila (în trecut și Zalhanaua lui Papazolu) este un oraș în județul Ilfov, Muntenia, România, format din localitățile componente Chitila (reședința) și Rudeni. Primarul localității este Emilian Oprea. Localitatea se află în vecinătatea nord-vestică a municipiului București, la ieșirea către Titu, Găești, Topoloveni și Pitești, fiind un oraș-satelit al Capitalei. Orașul este traversat de DN7, acesta formând principalul bulevard al orașului. De asemenea, DNCB trece prin localitate, dar prin satul Rudeni în mare parte. Conform recensământului din anul 2011, Chitila are o populație de 14.184 de locuitori, fiind al șaselea centru urban al județului Ilfov din punct de vedere demografic. Localitatea a fost ridicată la rang de oraș în anul 2005, alături de alte comune din județul Ilfov.

## Geografie
Orașul Chitila se află în vestul județului Ilfov, la nord-vest de municipiul București, de care este despărțit de podul peste șoseaua de centură a Bucureștiului. Orașul-satelit este poziționat la distanța de 9 km de centrul Capitalei.
Chitila are în imediata vecinătate Lacul Chitila, care este unul dintre lacurile create de râul Colentina și care are legătură directă cu lacul Mogoșoaia și cu lacul Străulești. De asemenea, se învecinează cu pădurea Mogoșoaia-Chitila.
Localitatea este traversată de șoseaua națională DN7, care leagă Bucureștiul de Pitești, precum și de șoseaua de centură a Bucureștiului, cele două drumuri intersectându-se la marginea orașului. Localitatea se învecinează cu Mogoșoaia, Buftea, Dragomirești-Vale și Chiajna. Șoseaua de Centură a Capitalei desparte pe o distanță de câțiva kilometri teritoriul Bucureștiului de Chitila. Orașul este un mic nod feroviar, liniile ferate ce leagă Bucureștiul de Pitești, respectiv Bucureștiul de Ploiești se ramifică la gara Chitila.
Cartierul de pe teritoriul Capitalei cu care se învecinează a primit același nume, neoficial, Chitila, iar artera rutieră ce leagă Cartierul Chitila de orașul Chitila se numește Șoseaua Chitilei.

## Demografie
Componența etnică a orașului Chitila
     Români (74,01%)
     Alte etnii (1,02%)
     Necunoscută (24,98%)
Componența confesională a orașului Chitila
     Ortodocși (69,73%)
     Alte religii (4,2%)
     Necunoscută (26,07%)
Conform recensământului efectuat în 2021, populația orașului Chitila se ridică la 14.762 de locuitori, în creștere față de recensământul anterior din 2011, când fuseseră înregistrați 14.184 de locuitori. Majoritatea locuitorilor sunt români (74,01%), iar pentru 24,98% nu se cunoaște apartenența etnică. Din punct de vedere confesional, majoritatea locuitorilor sunt ortodocși (69,73%), iar pentru 26,07% nu se cunoaște apartenența confesională.

## Politică și administrație
Orașul Chitila este administrat de un primar și un consiliu local compus din 17 consilieri. Primarul, Emilian Oprea[*], de la Partidul Național Liberal, este în funcție din 1996. Începând cu alegerile locale din 2024, consiliul local are următoarea componență pe partide politice:
|  | Partid                          | Consilieri | Componența Consiliului | Componența Consiliului | Componența Consiliului | Componența Consiliului | Componența Consiliului | Componența Consiliului | Componența Consiliului | Componența Consiliului | Componența Consiliului | Componența Consiliului | Componența Consiliului |
|  | ------------------------------- | ---------- | ---------------------- | ---------------------- | ---------------------- | ---------------------- | ---------------------- | ---------------------- | ---------------------- | ---------------------- | ---------------------- | ---------------------- | ---------------------- |
|  | Partidul Național Liberal       | 11         |                        |                        |                        |                        |                        |                        |                        |                        |                        |                        |                        |
|  | Partidul Social Democrat        | 2          |                        |                        |                        |                        |                        |                        |                        |                        |                        |                        |                        |
|  | Alianța pentru Unirea Românilor | 2          |                        |                        |                        |                        |                        |                        |                        |                        |                        |                        |                        |
|  | Alianța Dreapta Unită           | 2          |                        |                        |                        |                        |                        |                        |                        |                        |                        |                        |                        |

## Istorie
La sfârșitul secolului al XIX-lea, satul Chitila făcea parte din comuna Bucoveni din plasa Snagov, județul Ilfov, având 322 de locuitori. În sat funcționa o fabrică de zahăr, deținută între 1876 și 1881 de prințul Nicolae G. Bibescu, și care fusese apoi cumpărată și repusă în funcțiune de ginerele principelui Bibescu, Dimitrie Cezianu. În 1931, Chitila a devenit comună de sine stătătoare, având în compunere localitățile Chitila și Traian.
Apoi, în 1950, comuna a fost inclusă în raionul Grivița Roșie al orașului republican București. În 1968, Chitila a devenit comună suburbană în subordinea municipiului București, având în componență și satul Rudeni. În 1981, comuna Chitila a fost inclusă în Sectorul Agricol Ilfov, subordonat municipiului București, sector devenit în 1997 județul Ilfov.